# 81 Dywizja Strzelecka (ZSRR)
81 Dywizja Strzelecka (ros. 81-я стрелковая дивизия) – związek taktyczny piechoty Armii Czerwonej.
Dywizja wzięła udział w kampanii wrześniowej w składzie 8 Korpusu Strzeleckiego.

## Struktura organizacyjna
W 1939
- 202 pułk strzelecki
- 280 pułk strzelecki
- 323 pułk strzelecki
- 125 pułk artylerii lekkiej
- 142 pułk artylerii haubic
- 305 samodzielny batalion czołgów
- 84 dywizjon przeciwpancerny
- 71 dywizjon artylerii przeciwlotniczej
- 58 batalion rozpoznawczy
- 66 batalion saperów
- 42 batalion łączności
- 90 batalion medyczno-sanitarny
- kompania przeciwchemiczna
- 98 batalion transportowy
- piekarnia polowa
- stacja poczty polowej
- 112 prokuratura wojskowa

## Dowódcy dywizji
- płk Siemion Kondrusiew (był w 1939)[2]